# 天覧山駅
天覧山駅（てんらんざんえき）は、かつて埼玉県飯能市本町（廃駅当時は大字原町）に存在した西武鉄道池袋線の駅。
東飯能 - 高麗間（正確には現在の北飯能信号場 - 武蔵丘信号場間）にあった。

## 概要
当駅は、1面1線のいわゆる「棒線駅」で、飯能市の市街地外れにある天覧山への観光駅として開業した。ホームは線路の南に位置し、長さ約19 m（メートル）、幅約5 m、高さ1 mという小さなものであった。上屋などの設備については不明な点が多いが、ホームの東飯能方、駅前寄りの隅に井戸があり、その横に階段が設置されていた。
駅舎については不明であるが、ホームの規模からして、さして大きなものではなかったと推定されている。出入口は駅前広場の位置から駅の東飯能寄りにあり、南向きであったと考えられている。
観光駅らしく、駅前広場には桜の木が植えられるとともに、交通の便宜を図るために天覧山の登山口まで弓なりに道が造られ、桜の並木道として整備されていた。桜の季節には、花見がてらに当駅から天覧山へ出かける観光客の姿も見られたという。
その後戦争末期に休止され、戦後復活の話も出たものの、結局実現することはなく、そのまま1954年（昭和29年）に廃駅となった。なお、廃駅の年月日については1946年（昭和21年）10月10日とする説もある。

## 歴史
- 1931年（昭和6年）4月1日 - 武蔵野鉄道により開業。
- 1945年（昭和20年）
  - 2月3日 - 休止。
  - 9月22日 - 武蔵野鉄道が西武鉄道（初代）を併合し西武農業鉄道が発足。同社の駅となる。
- 1946年（昭和21年）11月15日 - 西武農業鉄道が西武鉄道（2代）に改称。同社の駅となる。
- 1954年（昭和29年）10月10日 - 休止のまま廃駅。

## 廃駅後の状況
当駅は廃駅から半世紀以上経ち、横を走っている池袋線本体も嵩上げされるなど周辺設備の変貌は著しいものがあるが、その中で嵩上げ部分の築堤の下に南側へ張り出した空き地として跡地が丸々残されている。旧駅前広場への出入口部分も建物などが建つことなく、フェンスで囲われただけでぽっかりと口を開いている。さらにホームの残骸が草に埋もれて残されており、草むらの中に大谷石の石積みが確認できるなど、西武鉄道の同時期の廃駅としては珍しく遺構が大量に残されている。
駅前広場は元々がそれほど広い広場でなかったため、道と同化してしまっている。駅跡の数十メートル手前が東向きにくぼんでいるのが、かつて「広場」だった事を主張しているにすぎない。東側にはフェンス囲いの休憩所も設置され、ベンチも置かれているが、利用されず、草が繁茂している。また、天覧山に向かう通りもほぼ残っており、駅前の道を辿れば今も天覧山の登山口まで辿り着けるが、都市開発の関係で一部つけ替えられてしまっている。
さらに周囲は当駅の営業当時こそほとんど田園地帯であったが、現在では完全に住宅地と化している。このため、先述したような広場や通りの変遷とあいまって、当時あった広場の桜や天覧山までの桜並木は完全に消え失せている。ただし、広場には地元の善意により入口右手に桜の古木が1本だけ残されており、それだけが唯一その姿をしのぶよすがとなっている。
なお当駅の西側に国際興業バスの「天覧山入口」バス停が設置されているが、路線が飯能駅から高麗駅経由というルート設定であるためあたかも代替のようになっている。

## 隣の駅
西武鉄道
■池袋線（1954年10月現在）
東飯能駅 - 天覧山駅 - 高麗駅

## 参考資料
- 東飯能駅記念誌刊行委員会編『東飯能駅・温故知新』（東飯能駅記念誌刊行委員会刊、1999年）